# HD 139664
HD 139664, g Волка (лат. g Lupi) — кратная звезда в созвездии Волка на расстоянии приблизительно 56,7 световых лет (около 17,4 парсеков) от Солнца. Возраст звезды определён как около 200 млн лет.

## Характеристики
Первый компонент (WDS J15412-4440A) — жёлто-белая звезда спектрального класса F3-F5V, или F5. Видимая звёздная величина звезды — +3,73m. Масса — около 1,4 солнечной, радиус — около 1,355 солнечного, светимость — около 3,211 солнечных. Эффективная температура — около 6644 K.
Второй компонент (WDS J15412-4440B). Видимая звёздная величина звезды — +18,5m. Удалён на 2,7 угловых секунды.
Третий компонент (WDS J15412-4440C). Видимая звёздная величина звезды — +18,2m. Удалён на 6,4 угловых секунды.
Четвёртый компонент (WDS J15412-4440D). Видимая звёздная величина звезды — +20m. Удалён на 4,5 угловых секунды.
Пятый компонент (WDS J15412-4440E). Видимая звёздная величина звезды — +20m. Удалён на 5,3 угловых секунды.
Шестой компонент (WDS J15412-4440F). Видимая звёздная величина звезды — +19,9m. Удалён на 5,9 угловых секунды.
Седьмой компонент (WDS J15412-4440G). Видимая звёздная величина звезды — +18,9m. Удалён на 8,6 угловых секунды.
Восьмой компонент (WDS J15412-4440H). Видимая звёздная величина звезды — +12,6m. Удалён на 824,6 угловых секунды.

## Описание
Звезда входит в состав ассоциации Геркулеса-Лиры. Благодаря относительной молодости HD 139664, формирование её планетной системы ещё не закончилось. В 2006 году астрономами из Калифорнийского университета в Беркли было получено первое изображение осколочного диска вокруг HD 139664.

## Планетная система
В 2019 году учёными, анализирующими данные проектов HIPPARCOS и Gaia, у звезды обнаружена планета.